# Duerme negrito
Duerme negrito est une chanson populaire et plus précisément une berceuse de style folklorique et très connue dans les pays hispanophones. D'auteur anonyme, elle est interprétée tout d'abord par Atahualpa Yupanqui ainsi que par Mercedes Sosa qui ont fortement aidé à sa popularisation.
Selon les dires d'Atahualpa Yupanqui il s'agirait « d'une vieille chanson traditionnelle chantée par une femme de couleur, chanson qu'il entendit à la frontière entre le Venezuela et la Colombie »,.
Les paroles font référence à la vie d'une femme qui doit travailler dur aux champs. Le chanteur s'adresse directement à l'enfant en lui demandant affectueusement de dormir (duerme negrito) tout en lui contant que sa mère lui rapportera « beaucoup de choses » telles que de la viande de porc, des cailles (codornices)  ou des fruits.
Plusieurs autres artistes ont interprété cette chanson : Los Machucambos (1959), Victor Jara (Pongo en tus manos abiertas, 1969), Quilapayun (Quilapayun 3, 1969), Alfredo Zitarrosa (1972), Daniel Viglietti (Canciones para mi América, 1973), Jairo & Sapho (en duo et solo, 1987), Tania Libertad (Alfonsina y el mar XX años, 2003),   Olivia Ruiz (A nos corps-aimants, 2012), Philippe Jarousky et  L'Arpeggiata (Los pájaros perdidos, 2012),  Rosemary Standley & Dom La Nena (Birds on a wire, 2014), Natalia Lafourcade (Musas, vol. 2, 2018), ...